# Diego Brambilla
Diego Alberto Brambilla (* 17. Februar 1969 in Monza) ist ein ehemaliger italienischer Judoka. Er war Weltmeisterschaftsdritter 1995.

## Sportliche Karriere
Der 1,75 m große Diego Brambilla kämpfte im Leichtgewicht, der Gewichtsklasse bis 71 Kilogramm. 1987 war er Fünfter der Junioreneuropameisterschaften. 1988 gewann er die Silbermedaille hinter dem Deutschen Stefan Dott, 1989 erkämpfte er ebenfalls Silber, diesmal hinter Wladimeri Dgebuadse aus der Sowjetunion. 1990 war er Dritter beim Tournoi de Paris und bei den Weltmeisterschaften der Studierenden. 1992 gewann er seinen ersten italienischen Meistertitel, 1993 und 1995 folgten weitere. 
1993 belegte er den fünften Platz bei den Europameisterschaften in Athen. Nachdem er im Viertelfinale gegen den mittlerweile für Georgien startenden Wladimeri Dgebuadse verloren hatte, erreichte er mit zwei Siegen in der Hoffnungsrunde den Kampf um eine Bronzemedaille, den er gegen den Franzosen Patrick Rosso verlor. Rosso und Brambilla standen sich auch im Finale der Mittelmeerspiele 1993 gegenüber, erneut gewann der Franzose. Bei den Weltmeisterschaften in Hamilton erreichte Brambilla das Halbfinale. Nach der Niederlage gegen den Ungarn Bertalan Hajtós unterlag er im Kampf um Bronze dem Japaner Daisuke Hideshima.
1994 unterlag er bei den Europameisterschaften in Danzig im Achtelfinale Bertalan Hajtós und belegte letztlich den neunten Platz. 1995 verlor er bei den Weltmeisterschaften in Chiba im Achtelfinale gegen Jimmy Pedro aus den Vereinigten Staaten. Mit drei Siegen in der Hoffnungsrunde erreichte er den Kampf um Bronze und gewann auch diesen gegen den Brasilianer Sebastian Pereira. Bei den Olympischen Spielen 1996 in Atlanta traf Brambilla bereits in seinem ersten Kampf auf Bertalan Hajtós, der Ungar gewann mit einer kleinen Wertung (Koka).